# Вальтер Берлі
Вальтер Берлі (нім. Walter Beerli, нар. 23 липня 1928) — швейцарський футболіст, що грав на позиції нападника, зокрема, за клуб «Янг Бойз», а також національну збірну Швейцарії. Володар Кубку Швейцарії.

## Клубна кар'єра
Починав футбольну кар'єру в клубі «Янг Бойз». У сезоні 1949-50 забив 30 голів у другому дивізіоні Швейцарії, ставши кращим бомбардиром, і допоміг команді вийти в перший дивізіон. У сезоні 1950-51 Вальтер забив 17 голів за «Янг Бойз», а його команда зайняла 7-е місце в чемпіонаті.
У сезоні 1953-54 він захищав кольори команди «Янг Фелловз Ювентус», забивши у другому дивізіоні 15 м'ячів. У 1954 році нападник перейшов в «Цюрих» і став найкращим бомбардиром команди в сезоні 1954-55, відзначившись 11 голами.
C 1955 виступав за «Люцерн» і в першому ж сезоні забив 22 голи в другому дивізіоні. У 1960 році виграв з командою кубок країни, обігравши в фіналі «Гренхен» з рахунком 1-0. У тому ж році він був учасником першого розіграшу Кубка володарів кубків УЄФА, зігравши в обох матчах проти італійської «Фіорентіни». У першому матчі «Люцерн» програв 0-3,, а на виїзді поступився з рахунком 2-6.
| Дата       | Місто | Господарі | Результат | Гості     | Турнір           | Голи | Примітки |
| ---------- | ----- | --------- | --------- | --------- | ---------------- | ---- | -------- |
| 11/06/1950 | Берн  | Швейцарія | 0 – 4     | Югославія | товариський матч | -    |          |
| Усього     |       | Матчів    | 1         |           | Голів            | 0    |          |

## Титули і досягнення
- Володар Кубку Швейцарії (1):

«Люцерн»: 1959-1960